# Politiehokje
Een politiehokje (Engels: police box) was een ruimte waarin mensen contact konden opnemen met de politie.

## Geschiedenis
Het politiehokje kwam in de twintigste eeuw voor in het Verenigd Koninkrijk. De Japanse koban(sho) wordt ook wel als police box aangeduid, maar is eigenlijk een klein politiebureau. In de sciencefictionserie Doctor Who reist de protagonist met een politiehokje, genaamd TARDIS, door tijd en ruimte.

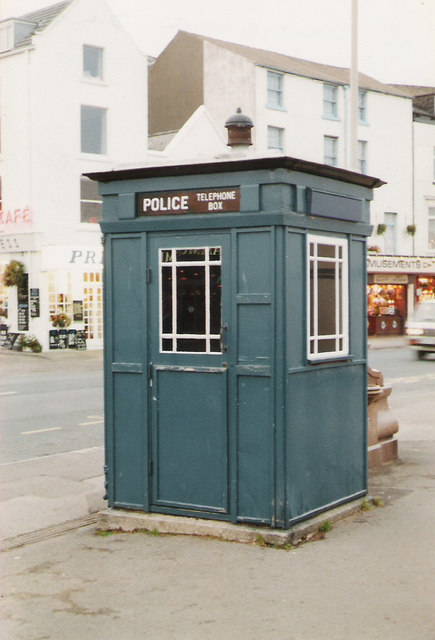
Een politiehokje in North Yorkshire.
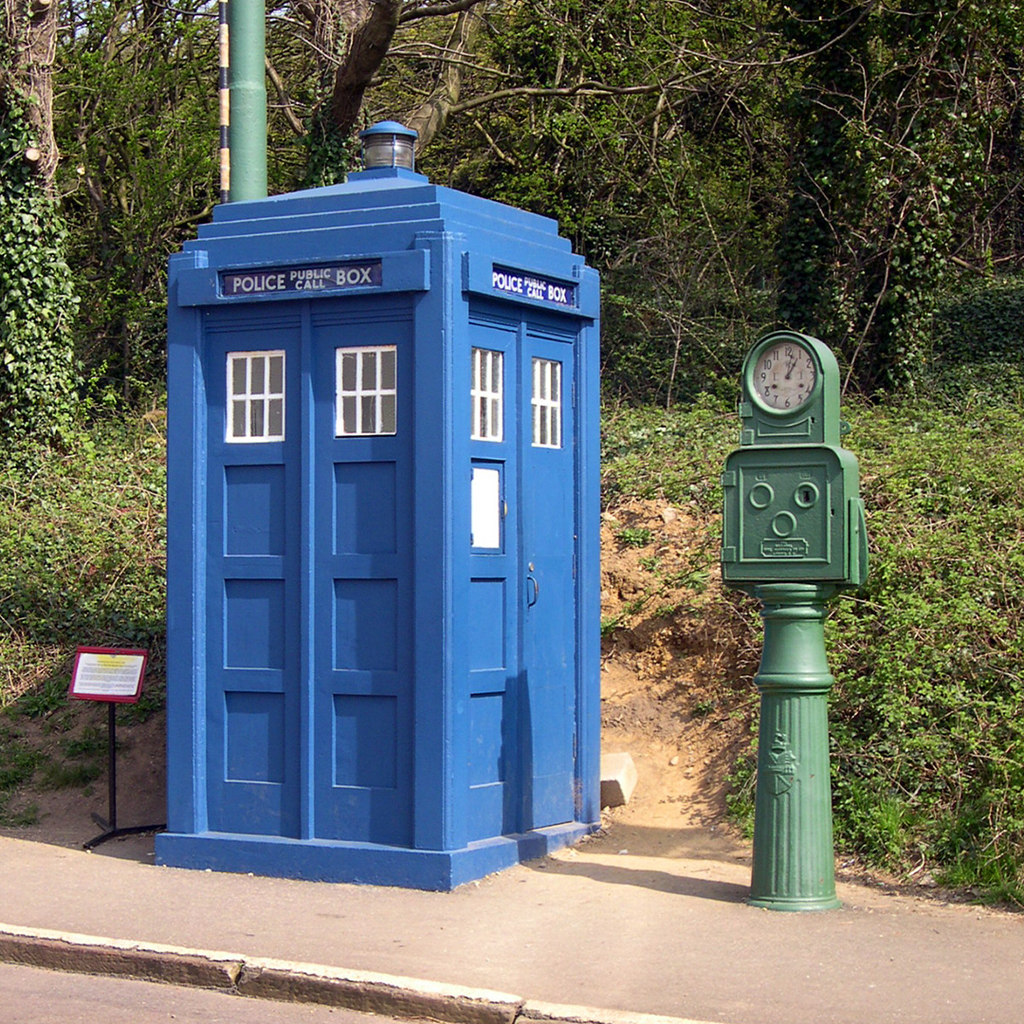
Een politiehokje in Crich (Derbyshire). Dit is ook het model van de TARDIS van Doctor Who.
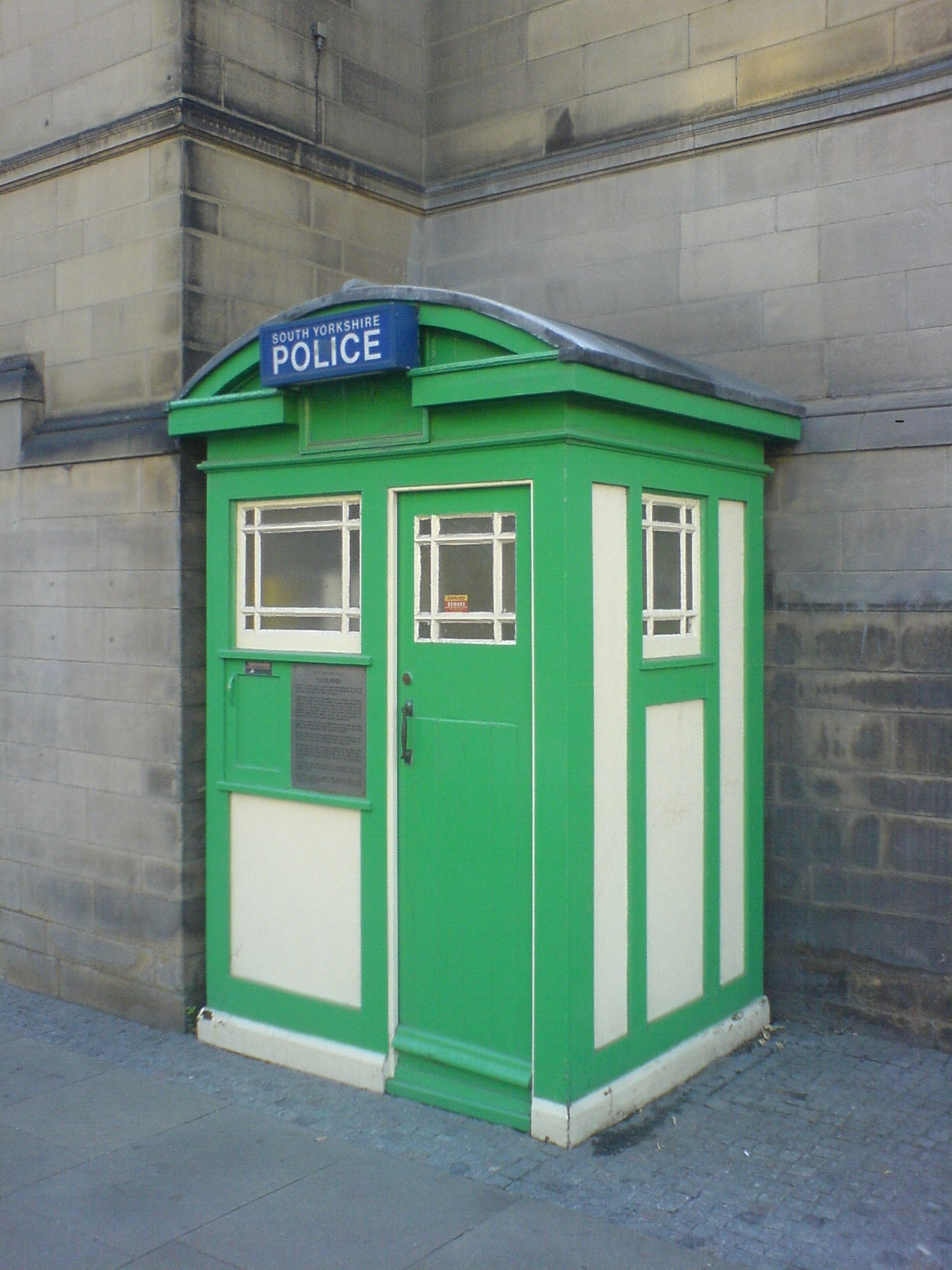
Een politiehokje in Sheffield (South Yorkshire).
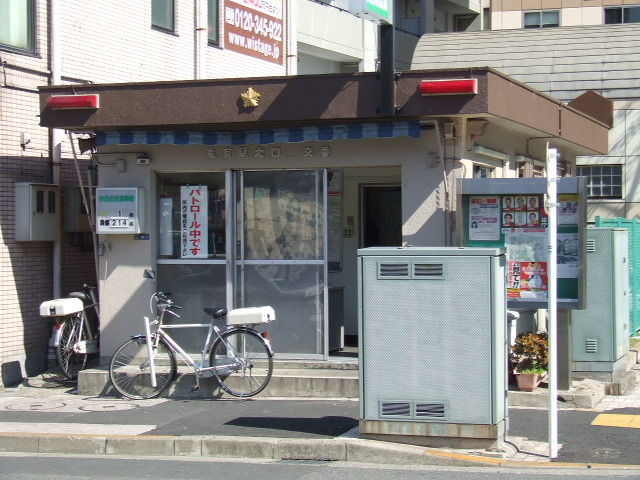
Koban in Tokio.